# Ажиба, Нисби Халимович
Нисби Халимович Ажиба  (1925) —  советский футболист, защитник.
Выступал за команду сухумского «Динамо». В «Шахтёр» пришёл вместе с Николаем Вардимиади. Первый матч провёл 22 июня 1949 года против московского «Динамо» (0:1).

## Семья
Ажиба, Лев Хилимович — внук, футболист
Ажиба, Милор Ниязбиевич — двоюродный племянник, футболист